# Alarmspeicher
Ein Alarmspeicher ist eine Einrichtung in Meldern oder in Melderzentralen, die Ereignisse wie etwa Alarmauslösung oder Störungen speichert.

## Speicherung
Die Speicherung bleibt auch erhalten, nachdem die Anlage unscharf geschaltet wurde. Man spricht bei dieser Einrichtung in Melderzentralen von einem „Hintergrundspeicher“, der noch nach längerer Zeit, z. B. nach Wochen, „ausgelesen“ werden kann. So ist ein Alarmspeicher beispielsweise in Glasbruchmeldern integriert. Bei Alarmspeichern in Bewegungsmeldern wird gespeichert, welcher von mehreren Bewegungsmeldern als erstes auslöste.